# 保利置業
保利置業集團有限公司（簡稱保利置業，港交所：0119），為中國保利集團旗下的境外上市房地產企业，主要業務包括物業發展、投資和管理，以「文化地產」为理念，于中国多个城市發展住宅和商業項目，亦持有上海保利廣場、上海證券大廈和北京保利大廈、保利·悦活荟等物业权益。

## 历史
1973年，公司前身「新海康航業投資有限公司」在香港成立。1993年2月，中國保利集團收購该公司55%股权后，由原來的航運公司转型為涵蓋熱電廠、船務、地產、光盤生產、電視台以至保險的綜合性投資企業。
2004年12月，公司經股東會批准，更名為「保利（香港）投資有限公司」，落實以房地產投資和物業經營為主業的發展方向。此后，母公司多次注入中国内地资产，使保利（香港）迅速擁有了在中國境內從事房地產開發的操作平臺和專業管理隊伍。2005年，收購保利上海集團。2006年，收購保利置業有限公司，2007年，收購深圳保利投資有限公司。
2012年8月，为配合其中國物業發展業務的企業品牌，更名为“保利置业集团有限公司”。
2014年2月，保利置業以39.23億港元投得香港啟德發展區一幅地皮。該項目命名為龍譽，隨後於2019年3月獲發入伙紙。
2015年9月16日，保利置業以17.3億港元投得屯門青山灣地段第542號地皮。該項目已命名為瑧譽，關鍵日期於2021年6月。
2018年8月15日，保利置業以33億港元，每呎樓面地價9256元，投得油塘高超道住宅地皮。該項目已命名為朗譽，預計關鍵日期為2025年3月31日。
2019年6月26日，保利置業與華潤置地合組的財團，以129.16億港元投得啟德4C區1號住宅地皮，物業地盤面積102,053平方呎，可建樓面714,374平方呎，每呎成交價18,080元。該項目已命名為澐璟，預計關鍵日期為2024年12月31日。

## 外部連結
- polyhongkong.com.hk